# 威廉·莫顿 (自行车运动员)
威廉·莫顿（英語：William Morton，1880年6月20日—1952年3月21日），加拿大男子自行车运动员。他曾代表加拿大参加1908年夏季奥林匹克运动会自行车比赛，获得男子团体追逐赛铜牌。